# Вільгельм I (німецький імператор)
Вільге́льм I (нім. Wilhelm I.; 22 березня 1797 — 9 березня 1888) — перший німецький імператор (1871—1888), сьомий прусський король (1861—1888). Маркграф бранденбурзький (1861—1888). Представник німецької династії Гогенцоллернів. Народився в Берліні, Пруссія. Другий син прусського короля Фрідріха-Вільгельма III. Молодший брат короля Фрідріха-Вільгельма IV. Батько імператора Фрідріха III, дід останнього німецького імператора Вільгельма II. Дядько російського царя Олександра ІІ. Учасник Наполеонівських війн (1814—1815), зокрема битви під Ватерлоо. Успішно придушив революційні виступи Берліні (1848). Принц-регент при своєму братові (1858—1861). Президент Північнонімецького союзу (1867—1871). За допомоги канцлера Отто фон Бісмарка завершив об'єднання Німеччини (1871). Коронувався імператором у Версальському палаці, де було проголошено створення Німецької імперії (1871). Підтримував мілітарно-консервативний курс канцлера за винятком його антикатолицької політики. Після замахів на своє життя схвалив прийняття законів проти соціалістів (1878). Був популярним серед більшості німців за свою побутову простоту і суворість, вважався уособленням «старої Пруссії». Помер у Берліні. Похований у Шарлоттенбурзькому палаці. Прізвисько — «картечний принц» (нім. Kartätschenprinz; за використання артилерії у придушенні революції).

## Біографія

### Молоді роки
Другий син Фрідріха-Вільгельма III, Вільгельм не вважався потенційним спадкоємцем престолу, тому здобув посередню освіту. Він служив в армії з 1814, бився проти Наполеона, і був, як про нього говорили, дуже хоробрим солдатом. Він також став чудовим дипломатом, беручи участь в дипломатичних місіях після 1815. У 1848 він успішно придушив повстання проти його старшого брата, короля Пруссії Фрідріха-Вільгельма IV.

### Принц-регент
У 1857 Фрідріх-Вільгельм IV переніс інсульт і до кінця життя був розумово недієздатний. У січні 1858 Вільгельм став принцом-регентом свого брата в Прусському королівстві.

### Король і Кайзер
2 січня 1861 Фрідріх-Вільгельм IV помер і Вільгельм зійшов на трон як Вільгельм I Прусський.
Він успадкував конфлікт між королем і ліберальним парламентом. Його вважали політично за нейтральну людину, оскільки він втручався в політику менше, ніж його брат. Проте, він знайшов консервативне вирішення конфлікту: призначив Отто фон Бісмарка прем'єр-міністром. Згідно з прусською конституцією, прем'єр-міністр підкорявся суто королю, а не парламенту. Бісмарк сприймав роботу на цій посаді як васальний обов'язок щодо сеньйора. Проте саме Бісмарк реально управляв політикою, як внутрішньою, так і зовнішньою.
Після Франко-прусської війни Вільгельм був оголошений німецьким імператором у Франції 18 січня 1871 в Версалі, в палаці Людовіка XIV.
Після цієї церемонії Північнонімецький союз (1867–1871) був перетворений в Німецьку Імперію (нім. Deutsches Reich, «Німецький Райх», 1871–1945).
Імперія була федеральною; імператор був головою держави і президентом (першим серед рівних) федеральних монархів (королі Баварії, Вюртемберга, Саксонії, великі герцоги Бадена і Гессена та ін., у тому числі сенати вільних міст Гамбурга і Бремена). Вільгельм прийняв титул «Німецький імператор» неохоче, він волів би іменуватися «Імператором Німеччини», але цей титул не діяв на федеральних монархів.
У своїх мемуарах Бісмарк описував Вільгельма як старомодного, ввічливого джентльмена, прусського офіцера, з хорошим відчуттям здорового глузду, але таким, що піддається «жіночому впливу».

## Сім'я
У 1829 році Вільгельм одружився із Августою Саксен-Веймар-Айзенаською (1811–1890), дочкою великого герцога Карла-Фрідріха Саксен-Веймарського і великої княгині Марії Павлівни. У цьому союзі народилося двоє дітей:
- Фрідріх III (1831–1888), наступний король Пруссії;
- Луїза (1838–1923), в 1856 році вийшла заміж за Фрідріха I, великого герцога Баденського.

## Нагороди

### Німецькі держави

#### Прусське королівство
- Орден Чорного орла з ланцюгом
  - орден (1 січня 1807)
  - ланцюг (1815)
- Орден Червоного орла, великий хрест з мечами
- Королівський орден дому Гогенцоллернів, великий командорський хрест з ланцюгом
- Князівський орден дому Гогенцоллернів, почесний хрест 1-го класу
- Залізний хрест
  - 2-го класу (1813)
  - 1-го класу (1870)
- Pour le Mérite
  - орден (27 липня 1849)
  - дубове листя (4 серпня 1866)
  - великий хрест (11 листопада 1866)
- Великий хрест Залізного хреста (16 червня 1871)

#### Ганноверське королівство
- Королівський гвельфський орден, великий хрест (1826)
- Орден Святого Георгія (Ганновер) (1840)

#### Велике герцогство Баденське
- Орден Вірності (Баден) (1836)
- Орден Церінгенського лева, великий хрест (1836)
- Орден Військових заслуг Карла Фрідріха, великий хрест (1949)

#### Вюртемберзьке королівство
- Орден Вюртемберзької корони, великий хрест (1836)
- Орден «За військові заслуги» (Вюртемберг), великий хрест (12 вересня 1870)

#### Гессен-Дармштадтське ландграфство
- Орден Людвіга (Гессен), великий хрест (27 червня 1838)
- Орден Філіппа Великодушного, великий хрест з мечами (4 листопада 1849)
- Хрест «За військові заслуги» (Гессен) (15 березня 1871)

#### Саксонське королівство
- Орден Рутової корони (1840)
- Військовий орден Святого Генріха, великий хрест (1870)

#### Баварське королівство
- Орден Святого Губерта (1842)
- Військовий орден Максиміліана Йозефа, великий хрест

#### Інші держави і доми
- Орден Білого Сокола, великий хрест з мечами (Велике герцогство Саксен-Веймар-Айзенаське)
  - орден (24 грудня 1928)
  - мечі (1870)
- Орден Альберта Ведмедя, великий хрест (Асканії; 31 травня 1841)
- Орден Золотого лева (Гессен-Кассель; 5 вересня 1841)
- Орден дому Саксен-Ернестіне, великий хрест (травень 1846)
- Орден Заслуг герцога Петра-Фрідріха-Людвіга, великий хрест із золотою короною і мечами (Велике герцогство Саксен-Веймар-Айзенаське)
  - орден (16 травня 1850)
  - мечі (31 грудня 1870)
- Орден Золотого лева Нассау (травень 1858)
- Орден Генріха Лева, великий хрест (Брауншвейг-Люнебурзьке герцогство)
- Хрест «За військові заслуги» (Мекленбург-Шверін) 1-го класу

### Російська імперія
- Орден Святого Георгія
  - 4-го ступеня (3 серпня 1814)
  - 1-го ступеня (26 листопада 1869)
- Орден Андрія Первозванного (20 червня 1817)
- Орден Святого Олександра Невського (20 червня 1817)
- Орден Святої Анни 1-го ступеня (20 червня 1817)
- Орден Святого Володимира 1-го ступеня (30 серпня 1834)

### Австрійська імперія
- Королівський угорський орден Святого Стефана, великий хрест (1835)
- Військовий орден Марії Терезії, великий хрест

### Шведсько-норвезька унія
- Орден Серафимів (8 січня 1847)
- Орден Карла XIII (1 грудня 1853)

### Сардинське королівство
- Вищий орден Святого Благовіщення (3 вересня 1850)
- Орден Святих Маврикія та Лазаря, великий хрест (3 вересня 1850)

### Іспанське королівство
- Орден Золотого руна (22 березня 1853)
- Орден Святого Фердинанда, великий хрест

### Британська імперія
- Орден Лазні, почесний великий хрест (1 січня 1857)
- Орден Підв'язки (12 квітня 1861)

### Італійське королівство
- Золота медаль «За військову доблесть» (Італія) (1866)
- Орден Корони Італії, великий хрест

### Бразильська імперія
- Орден Південного Хреста, великий хрест
- Хрест Дона Педро I, великий хрест

### Нідерландське королівство
- Орден Віллема, великий хрест
- Орден Нідерландського лева, великий хрест

### Королівство Обох Сицилій
- Орден Святого Януарія
- Орден Святого Фердинанда за заслуги, великий хрест

### Португальське королівство
- Орден Вежі й Меча, великий хрест
- Потрійний орден

### Інші держави
- Орден Білого Орла (Королівство Польське; 1829)
- Орден Слона (Данія; 27 лютого 1841)
- Орден Леопольда I, великий хрест з ланцюгом (Бельгія; 27 квітня 1851)
- Орден Почесного легіону, великий хрест (Друга французька імперія; 14 травня 1857)
- Орден Мексиканського орла, великий хрест з ланцюгом (Мексиканська імперія; 1865)
- Орден Камехамехи I, великий хрест (Гавайське королівство; 1876)
- Орден хризантеми з ланцюгом (Японська імперія; 8 квітня 1879)
- Орден Королівського дому Чакрі (Сіам; 1 вересня 1887)
- Орден Спасителя, великий хрест (Грецьке королівство)
- Орден Таковського хреста, великий хрест (Сербське князівство)

## Пам'ять

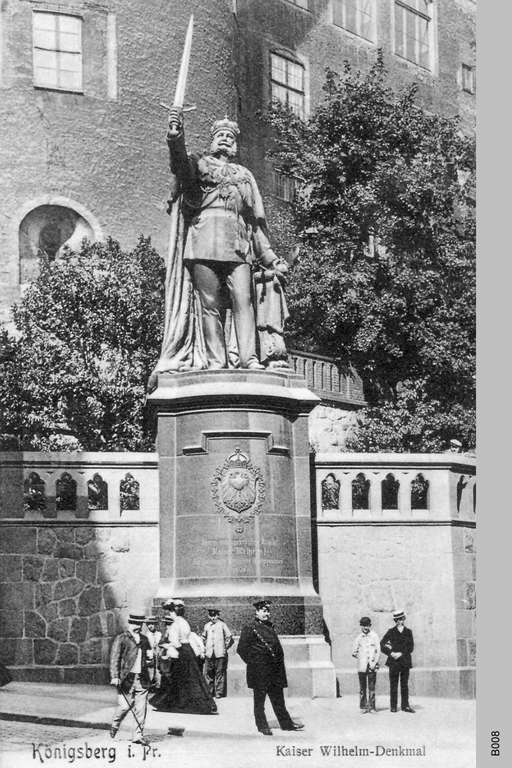
Пам'ятник Вільгельму I перед Кенігсберзьким замком, робота Фрідріха Ройша 1894 рік, після Другої світової війни — переплавлений

Жодному іншому монарху не було споруджено так багато пам'ятників, як Вільгельму I. Перша кінна статуя тоді ще тільки короля Пруссії Вільгельма була створена берлінським скульптором Фрідріхом Драке в 1867 році. Прусський інститут пам'ятників нарахував 63 скульптурних статуї, що зображують кайзера на коні, 231 — стоячи, 5 — сидячи і 126 бюстів Вільгельма I
- Монумент Киффгойзер

У 1873—1874 рр. німецька китобійна експедиція на судні Grönland, капітаном якого був Едуард Даллман зазначила на мапі Антарктики цілий архіпелаг островів, який отримав ім’я Кайзера Вільгельма (Архіпелаг Вільгельма). В цьому архіпелагу знаходяться Аргентинські острови, де розміщена УАС "Академік Вернадський".